# Scarabaeus sevoistra
Scarabaeus sevoistra là một loài bọ cánh cứng trong họ Bọ hung (Scarabaeidae).